# Đại Công quốc Mecklenburg-Schwerin
Đại Công quốc Mecklenburg-Schwerin (tiếng Đức: Großherzogtum Mecklenburg-Schwerin) là một lãnh thổ ở miền Bắc nước Đức do Nhà Mecklenburg thuộc nhánh Schwerin nắm quyền cai trị. Đây là một nhà nước thành viên có chủ quyền của Bang liên Đức và trở thành một quốc gia thành viên của Liên bang Bắc Đức và cuối cùng là thành viên cấu thành nên Đế quốc Đức vào năm 1871.
Đại công quốc được thành lập trong Đại hội Viên năm 1815, khi Công quốc Mecklenburg-Schwerin được nâng lên thành Đại công quốc, và nó tồn tại cho đến khi Đế chế Đức thất bại trong Chiến tranh Thế giới thứ nhất năm 1918, khiến cho toàn bộ đế chế tan rã, bản thân các nhà nước cấu thành như Đại công quốc Mecklenburg-Schwerin bị giải thể, vị Đại công tước cuối cùng của nó chính là Friedrich Franz IV.